# Johan Fredrik Löwegren

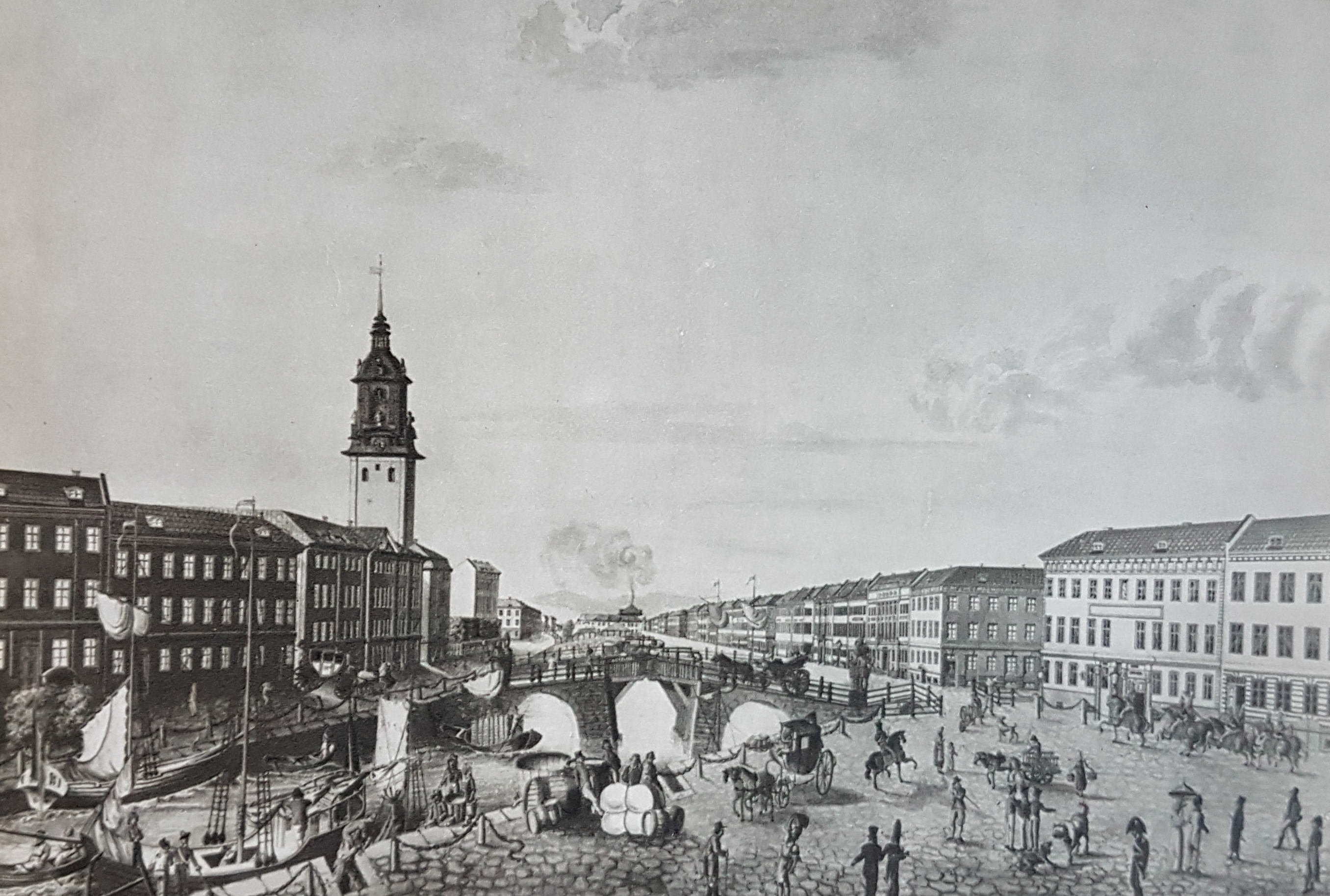
Vue af Götheborg, tuschteckning av Johan Fredrik Löwegren utförd omkring 1817–1819

Johan Fredrik Löwegren tidigare Löfgren född 27 mars 1786 i Lund, död 10 maj 1819 i Göteborg, var en svensk målare, silhuettklippare och ritlärare.
Han var son till klensmeden Jacob Löfgren och Anna Stina Kolmodin samt från 1814 gift med Anna Sophia Berg. Löwegren blev målargesäll i Göteborg 1804 och ansökte om mästarbehörighet 1807 som dock avslogs av Göteborgs Målareämbete. Han anställdes 1808 som ritlärare vid Göteborgs gymnasium men tvingades att ta avsked 1812 på grund av att han ej kontinuerligt fullföljt sitt undervisningsuppdrag. Samtidigt med sitt lärararbete annonserade han i tidningarna om att han ger privatundervisning i ritning samt utför portraiter en miniatyr och silhouetter på glas. Enligt Göteborgs Målareämbete ansökte han på nytt om mästarevärdighet 1812 men även denna gång avslås hans ansökan då ämbetet finner flera felaktigheter när man jämförde hans målning mot originalet De tre vise mäns ankomst till Frälsaren. Löwegren är representerad vid Göteborgs historiska museum. 